# Rondell (Gedicht)
Das Rondell ist eine Gedichtform, die aus acht Verszeilen gebildet wird. Das Rondell ist nicht zu verwechseln mit dem Rondel, welches eine französische Gedichtform ist, die aus dreizehn oder vierzehn Versen gebildet wird.

## Aufbau und Varianten
Ein Rondell besteht aus acht Verszeilen, die in einer einzigen Strophe angeordnet werden. Diese unterliegen keinem strikten Reimschema oder Metrum. Das wesentliche Merkmal dieser Gedichtform ist das Wiederholen einzelner Verszeilen. Hierbei gibt es zwei unterschiedliche Varianten.
In der verbreitetsten Variante wird die erste Zeile in der vierten und siebenten wiederholt und die zweite Zeile nochmals als letzter Vers eingesetzt. Die anderen Zeilen sind beliebig, wobei manchmal auch Vers zwei und acht gleich sind.
Winter-Rondell 1
```
1
   Es ist kalt und winterlich, 

2
   weshalb Menschen Schnupfen haben.

3
   Nässe, Schnee und Eis decken alles zu.

4
   Es ist kalt und winterlich.

5
   Leer sind Straßen, Felder, Orte.

6
   In den Häusern wohnt noch Leben.

7
   Es ist kalt und winterlich.

8
   weshalb Menschen Schnupfen haben.
```

Vers eins, vier und sieben beinhalten exakt denselben Wortlaut. In diesem Fall sind auch die Verse zwei und acht identisch.
Eine weitere Variante sieht vor, dass das Rondell nur eine Verszeile wiederholt. Hierbei wird der zweite Vers in der vierten und siebenten Zeile wiederholt. Alle anderen Verszeilen sind beliebig.
Winter-Rondell 2
```
1
   Es ist kalt und winterlich.

2
   Viele Menschen sind todkrank.

3
   Nässe, Schnee und Eis decken alles zu.

4
   Viele Menschen sind todkrank.

5
   Graue Winde ziehen durch die Welt.

6
   Leer sind Straßen, Felder, Orte.

7
   Viele Menschen sind todkrank.

8
   In den Häusern wohnt noch Leben.
```

Hier wiederholt sich die Strophe "Viele Menschen sind todkrank" in der zweiten, vierten und siebten Zeile.
Der Titel eines Rondells spielt eine wichtige Rolle. Er ist eine Art Oberbegriff, der den Inhalt des Gedichts bestimmt. Zumeist greifen die Verszeilen, die wiederholt werden, einen Teil des Titels auf oder beziehen sich unmittelbar auf diesen. Die anderen Verse ergänzen meist eher die Wiederholungen.